# Agnès Buzyn
Pour les articles homonymes, voir Buzyn.
Agnès Buzyn, née le 1er novembre 1962 à Paris, est une médecin, professeure des universités – praticienne hospitalière et femme politique française.
Spécialiste d'hématologie, d'immunologie des tumeurs et de transplantation, Agnès Buzyn a effectué l'essentiel de sa carrière de médecin et d'enseignant-chercheur à l'université Paris-Descartes (Paris-V) et à l'hôpital Necker.
À partir de 2008, elle accède à des responsabilités au sein d'institutions publiques liées à la santé et au nucléaire : présidente du conseil d'administration de l'Institut de radioprotection et de sûreté nucléaire (2008-2013), membre du Comité de l'énergie atomique du Commissariat à l'énergie atomique (2009-2015), membre du conseil d'administration (2009), vice-présidente (2010) puis présidente de l'Institut national du cancer (2011-2016), présidente du collège qui dirige la Haute Autorité de santé (2016-2017).
Sous la présidence d'Emmanuel Macron, elle est ministre des Solidarités et de la Santé au sein du premier et du second gouvernement Édouard Philippe. En pleine pandémie de Covid-19, elle quitte le gouvernement après le retrait de Benjamin Griveaux de la campagne pour les élections municipales de 2020 à Paris, afin de lui succéder comme tête de liste LREM ; ses listes arrivent en troisième position du second tour avec 13 % des voix.
En 2021, elle est nommée envoyée du directeur général pour les affaires multilatérales à l'Organisation mondiale de la santé (OMS).
Elle est nommée conseillère maître à la Cour des comptes à partir du 1er septembre 2022.

## Biographie

### Famille
Agnès Buzyn naît le 1er novembre 1962 à Paris.
Sa famille paternelle est originaire de Łódź, en Pologne, où son oncle a été fusillé par les nazis en octobre 1940. Ses grands-parents, sa tante et son père, Élie Buzyn, alors âgé de quinze ans, ont été déportés à Auschwitz. Seuls son père et sa tante en reviennent. Au sortir de la guerre, il s’installe en Palestine mandataire, puis à Oran, en Algérie française, et finalement en 1956 en métropole, où il exerce comme chirurgien orthopédiste à la clinique Saint-François située 36, boulevard Saint-Marcel à Paris. Sa mère, Etty Wrobel, enfant caché à Miribel, à quelques kilomètres au nord-est de Lyon, durant la Seconde Guerre mondiale, est psychologue, psychanalyste et écrivaine.
Elle se marie en premières noces avec Pierre-François Veil, l’un des fils de Simone Veil, avec qui elle a deux fils, Raphaël et Lucas. Ce dernier est marié à Nelly Auteuil, fille de Daniel Auteuil et Emmanuelle Béart. Elle épouse en secondes noces Yves Lévy, directeur général de l'Institut national de la santé et de la recherche médicale (Inserm), avec qui elle a un troisième fils, Alexandre.

### Formation et parcours universitaire et médical
Ancienne élève de l’École alsacienne, elle suit des études de médecine. Elle est interne des hôpitaux de Paris (IHP) à partir de 1986 ; devenue médecin, elle réalise la majeure partie de son parcours de médecin hématologue et d'universitaire à l’université Paris-Descartes (Paris-V) - hôpital Necker, où elle a été responsable de l’unité de soins intensifs d’hématologie adulte et de greffe de moelle (1992-2011),. En 2000, elle soutient une thèse de doctorat en sciences intitulée « Étude de l’immunité anti-tumorale spécifique dans les leucémies myéloïdes et perspectives d'applications thérapeutiques » à l'université Paris-Descartes, puis est nommée professeure des universités-praticienne hospitalière en 2004,.
Les travaux de cette spécialiste d'hématologie, d'immunologie des tumeurs et de la transplantation ont porté sur la greffe de moelle osseuse, la leucémie aiguë lymphoblastique (LAL) et la leucémie myéloïde chronique (LMC). Elle a co-écrit de nombreux articles scientifiques, notamment en hématologie et immunologie.
De 1998 à mars 2011, elle organise un congrès annuel sur la greffe de moelle, tâche rémunérée par le laboratoire pharmaceutique Genzyme. De 2002 à 2006 elle dirige une équipe de l'Institut national de la santé et de la recherche médicale (Inserm) travaillant sur l’immunologie des tumeurs à l’Institut Cochin. De 2005 à 2011, elle est également rémunérée pour intervenir dans des congrès concernant trois médicaments permettant de lutter contre la LMC : le Glivec, le Tasigna (produits par Novartis) et le Sprycel (produit par Bristol-Myers Squibb). Elle entre au conseil consultatif de ce dernier médicament en 2007, et des deux autres en 2008, rôle qu'elle occupe jusqu'en mars 2011 tout en exerçant de nombreuses fonctions au sein d'organismes publics, ce que Le Canard enchaîné a qualifié ironiquement de « léger conflit d'intérêts ».

### Fonctions dans des organismes publics et sociétés de recherche
Agnès Buzyn occupe de nombreuses responsabilités dans diverses sociétés scientifiques et organismes publics, liés à la médecine ou au nucléaire : elle est ainsi successivement membre du conseil médical et scientifique de l'Établissement français des greffes[Quand ?], de celui de l'Agence de la biomédecine de 2001 à 2008, du conseil scientifique de l'Établissement français du sang[Quand ?], du conseil d'administration de la Société française de greffe de moelle et de thérapie cellulaire (SFGM-TC) de 2004 à 2012, société dont elle préside le conseil scientifique de 2008 à 2012.
De 2008 à 2013, elle préside le conseil d'administration de l’Institut de radioprotection et de sûreté nucléaire (IRSN), nommée en Conseil des ministres sur proposition de Jean-Louis Borloo. En avril 2009, elle est nommée membre du Comité de l'énergie atomique du Commissariat à l'énergie atomique, fonction qu'elle conserve jusqu'en 2015.
En 2009, elle est nommée membre du conseil d’administration de l’Institut national du cancer (INCa), en tant que personnalité qualifiée, puis en devient vice-présidente en octobre 2010, un poste selon elle « honorifique ». Pressentie pour en devenir présidente, elle met fin à ses fonctions rémunérées auprès des laboratoires pharmaceutiques en mars 2011 puis est nommée présidente de l'INCa le 29 mai,. Cette nouvelle fonction la conduit à présider la délégation française du centre international de recherche sur le cancer, organisme dont elle devient vice-présidente en mai 2013. De juin 2012 à mai 2015, Agnès Buzyn est également membre du conseil d'administration de la fondation pour l'université de Lyon.
Pressentie dès décembre 2015 comme présidente du collège de la Haute Autorité de santé, elle y est officiellement nommée en mars 2016,.
Gaspard Gantzer, conseiller en communication de François Hollande, indique que le palais de l'Élysée envisage, en février 2016, la nomination de Muriel Pénicaud ou d'Agnès Buzyn, au sein d'un éventuel gouvernement dirigé par Emmanuel Macron.

### Ministre des Solidarités et de la Santé

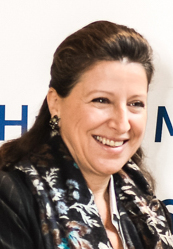
Agnès Buzyn en 2017.

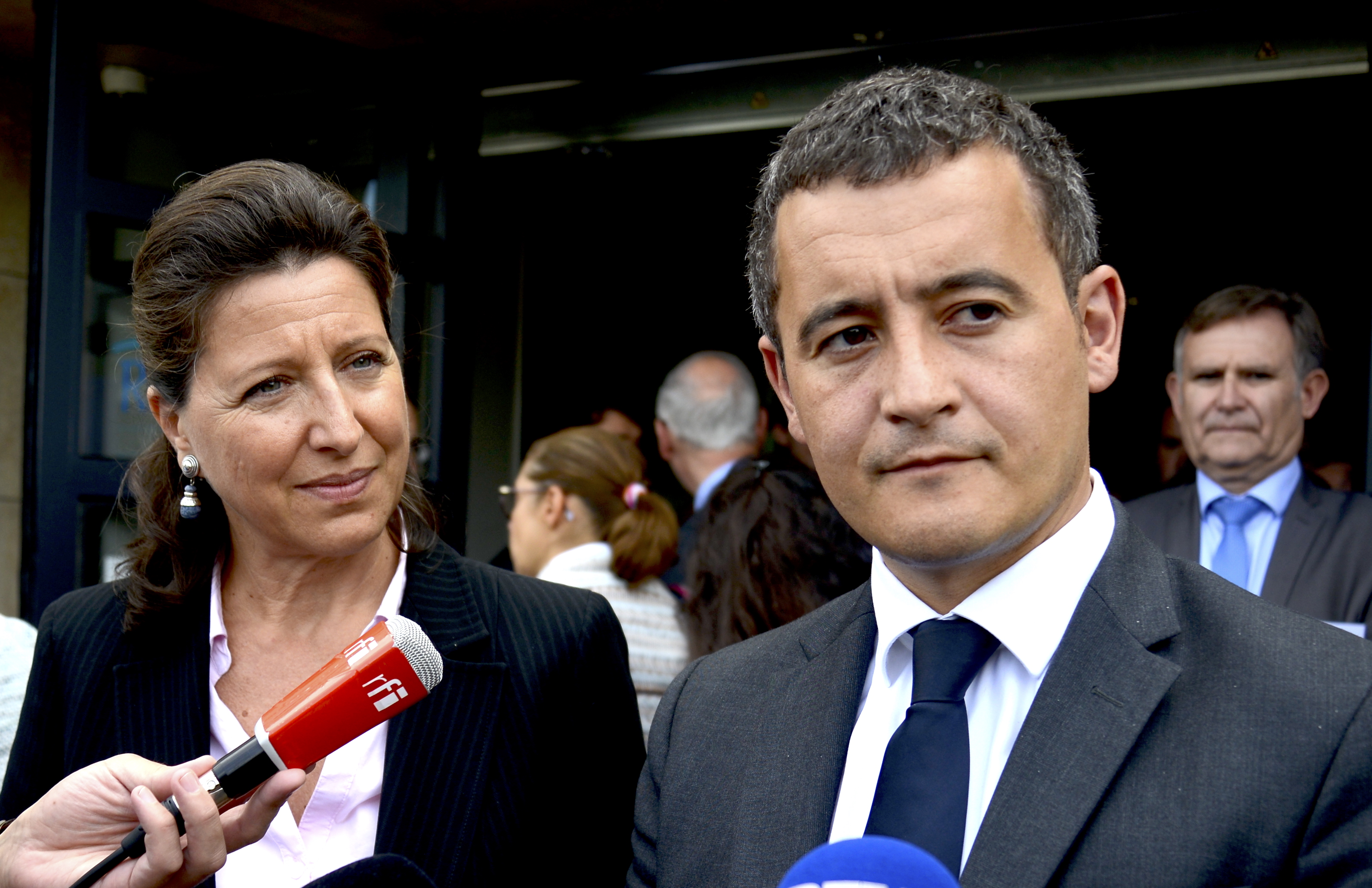
Agnès Buzyn et Gérald Darmanin lors d'un déplacement ministériel le 05 septembre 2017 à Dijon.

Le 17 mai 2017, elle est nommée ministre des Solidarités et de la Santé au sein du premier gouvernement Édouard Philippe, puis confirmée le 21 juin 2017 dans le second gouvernement Édouard Philippe.
Son directeur de cabinet, Gilles de Margerie, est un ancien inspecteur des finances, banquier et directeur général adjoint du groupe mutualiste Humanis ; il a coordonné les travaux liés à l’action publique au sein de La République en marche. Son directeur adjoint chargé de la santé est Yann Bubien, ex-directeur du Centre hospitalier universitaire d'Angers. Sa chef de cabinet est Sophie Ferracci qui occupait le même poste auprès d'Emmanuel Macron lors de sa campagne présidentielle.
Son époux Yves Lévy dirigeant l'Institut national de la santé et de la recherche médicale (Inserm), la ministre se trouve potentiellement en situation de conflit d'intérêts, car si son ministère (de la santé) ne finance pas l'Inserm (dont les crédits viennent du ministère de la Recherche), il en est ministère de cotutelle politique, et plusieurs des membres du conseil d’administration de l'Inserm y représentent le ministère de la santé. Ce risque a été « clairement identifié » par le secrétariat général de l’Élysée selon le cabinet de la ministre qui annonce le 18 mai que celle-ci « ne traitera pas les sujets en lien avec l'Inserm » grâce à un « système de déport » (dans une situation similaire, Geneviève Fioraso avait officiellement demandé à être déchargée par décret de toute décision concernant la direction de la recherche technologique du Commissariat à l’énergie atomique (CEA) alors dirigé par son compagnon). Selon le journal La Croix qui estime qu'un déport ponctuel, ne serait « guère adapté à la situation d’une ministre ayant une tutelle continue sur son mari » le décret du 16 janvier 2014 relatif à la prévention des conflits d’intérêts dans l'exercice des fonctions ministérielles orienterait plutôt vers une cotutelle (voire une tutelle unique) de l’Inserm par le Premier ministre Édouard Philippe au côté du ministère de la Recherche.
En 2018, d'après Le Canard enchaîné, elle fait « un chantage à la démission » pour renouveler son époux Yves Lévy à la tête de l'Inserm. Le quotidien Libération décrit ce conflit d'intérêts qui scandalise certains chercheurs et « embarrasse les politiques ». Le Monde affirme que « la question sera tranchée au sommet de l’État, tant le sujet est sensible ». Yves Lévy est reconduit le 12 juin par intérim ; d'après Libération, ce n'est que pour « repousse[r] le choix ». Dans un éditorial disponible en français,, la revue scientifique médicale britannique The Lancet considère que l'opacité de la procédure de nomination ternit l'image de la France et demande « la publication des noms des candidats et des membres du comité, et du contenu des délibérations »,. D'après le magazine Sciences et Avenir, « la réglementation prévoit que les noms restent confidentiels », mais Philippe Froguel et Jessica Zucman-Rossi ont rendu leur candidature publique. La composition du comité paraît le 16 juin, et six candidats sont auditionnés le 21 juin. Il s'agit de Philippe Amouyel, Michel Cogné, Ali Saïb, Philippe Froguel, Jessica Zucman-Rossi et Yves Lévy, mais ce dernier retire sa candidature jugée embarrassante par le gouvernement, et le ministère relance la procédure à zéro pour finalement nommer Gilles Bloch à l'automne 2018.

#### Action ministérielle
Fin juin 2017, elle annonce envisager de porter de trois à onze le nombre de vaccins obligatoires pour les enfants (ajoutant aux vaccins contre la poliomyélite, le tétanos et la diphtérie, ceux contre la coqueluche, la rougeole, les oreillons, la rubéole, l'hépatite B, l'infection par la bactérie Haemophilus influenzae, le pneumocoque et le méningocoque C) et d'augmenter le prix des paquets de cigarettes. Ces onze vaccins deviennent obligatoires à partir du 1er janvier 2018.
Le 12 juillet 2017, elle signe un arrêté à effet immédiat interdisant la délivrance en pharmacie sans ordonnance de médicaments antalgiques opiacés faibles (paracétamol codéiné notamment). Cette décision, prise dans un contexte émotionnel lourd mais sans concertation avec les professionnels de la pharmacie, doit permettre de préserver plus efficacement les adolescents d'une utilisation détournée. Cette mesure est critiquée par les usagers réguliers de médicaments opiacés faibles en auto-médication pour le traitement de la douleur.
Elle présente, le 13 octobre 2017, un plan d'action contre les déserts médicaux, qui prévoit notamment de doubler le nombre de maisons de santé pluri-professionnelles.
Le 15 juin 2018, lors du 42e congrès de la Mutualité française à Montpellier, elle présente la réforme 100 % santé.
Elle décide l'arrêt du remboursement de quatre médicaments contre le développement de la maladie d'Alzheimer, mesure qui prend effet le 1er août 2018. Ce choix est critiqué par le président de la fondation France Alzheimer. En revanche, la revue Prescrire salue la mesure, rappelant que ces médicaments « ont une efficacité minime et transitoire. Ils sont peu maniables en raison d'effets indésirables disproportionnés et exposent à de nombreuses interactions. Aucun de ces médicaments n'a d'efficacité démontrée pour ralentir l'évolution vers la dépendance et ils exposent à des effets indésirables graves, parfois mortels ».
Le 17 mars 2019, Agnès Buzyn évoque l'idée d'un recul de l'âge légal de départ à la retraite à 65 ans. Des propos qu'elle formule « à titre personnel » et non en tant que ministre du gouvernement. « Je suis médecin, je vois que la durée de vie augmente d’année en année. Est-ce que […] nous allons pouvoir maintenir sur les actifs le poids des retraites qui vont augmenter ? ». Une argumentation qui rejoint la prise de parole du Premier ministre Édouard Philippe le 15 mars, qui a affirmé que l'âge légal de départ à la retraite était « un sujet de débat public ». « C’est une provocation que de voir une ministre, en responsabilité sur ce sujet, tenir ce genre de propos », dénonce Régis Mezzasalma de la CGT. « Ça jette de l’huile sur le feu ». Jean-Paul Delevoye, le haut-commissaire à la réforme des retraites s'est dit « très surpris » par les propos tenus par la ministre.
En juillet 2019, après avoir sollicité l'avis de la Haute Autorité de santé, qui a conclu a une absence d'efficacité prouvée, elle annonce l'arrêt du remboursement des préparations homéopathiques par la Sécurité sociale, en vigueur depuis une décision de la ministre Georgina Dufoix en 1984. Le taux de remboursement, fixé à 30 % depuis 2011, passe à 15 % au 1er janvier 2020, avant la fin de tout remboursement au 1er janvier 2021.
À partir de septembre 2019, son ministère est chargé de la réforme des retraites, par l'intermédiaire de Jean-Paul Delevoye, nommé haut-commissaire aux Retraites auprès de la ministre, puis de Laurent Pietraszewski, nommé secrétaire d’État aux Retraites auprès de la ministre en décembre 2019. Cette réforme suscite un important mouvement social d'opposition.
Elle porte également un projet de loi bioéthique, présenté au Sénat en janvier 2020, dont la mesure phare est l'ouverture de la procréation médicalement assistée (PMA) aux couples de femmes et aux femmes célibataires.
Le 13 janvier 2020, elle fait classer l’hydroxychloroquine sur la liste II des "substances vénéneuses", rendant le médicament prescriptible uniquement sur ordonnance, et non plus en vente libre,,.

#### Mouvement social dans les hôpitaux
Elle doit affronter un mouvement social d'ampleur à partir de juin 2019 dans les services d'urgence des hôpitaux. Le mardi 11 juin, 95 services sont en grève. Certains d'entre eux, comme celui de Pau, compte 100 % de grévistes. Elle est interpellée par Fabien Roussel, député du Nord et secrétaire du PCF le 11 juin, affirmant que face à la crise des services d'urgence elle « ne répond pas comme quelqu'un qui n'irait jamais elle-même dans ces services d'urgence ». Fin septembre, le mouvement concerne 260 services, soit près de la moitié des services de France. En janvier 2020, environ 1 100 médecins occupant des fonctions de chefs de pôle, de chefs de service, ou d’élus en commissions médicales d’établissement, démissionnent de leurs fonctions administratives.

#### Élections européennes de 2019
Agnès Buzyn envisage de conduire la liste LREM aux élections européennes de 2019, finalement menée par Nathalie Loiseau.

### Élections municipales de 2020 à Paris

#### Désignation et premier tour
François Bayrou, président du MoDem, la suggère comme tête de liste pour les élections municipales de 2020 à Paris dès novembre 2019. Deux mois plus tard, en janvier 2020, elle annonce être en discussion avec Benjamin Griveaux pour rejoindre sa campagne. Le 16 février 2020, elle est désignée par LREM pour remplacer Benjamin Griveaux, qui a retiré sa candidature après la diffusion de vidéos intimes. Elle annonce qu'elle s'apprête à quitter le gouvernement ; deux jours auparavant, elle excluait pourtant toute candidature aux municipales en raison d’« un agenda trop chargé » à son ministère,.
Au lendemain du premier tour, où ses listes sont arrivées en troisième position au niveau de l’ensemble de la ville avec 17,26 %, elle indique sur Twitter l'interruption de sa campagne dans le cadre de la pandémie de Covid-19 en France alors en cours, sans attendre les consignes du mouvement LREM. Elle met vigoureusement en cause la gestion de la crise sanitaire par l’exécutif et qualifie le déroulement du scrutin de « mascarade », terme dont elle regrette ensuite l'utilisation.

#### Silence et réintégration à l'AP-HP
Le 9 avril 2020, le journal Le Parisien indique qu'Agnès Buzyn a demandé sa réintégration provisoire à l'Assistance publique - Hôpitaux de Paris dans le cadre de la pandémie de Covid-19 en France. Elle est « mise à disposition à titre gratuit » par l'AP-HP auprès du Service de santé des armées, et exerce dans une « cellule Covid-19 » de l'hôpital d'instruction des armées Percy de Clamart ; elle y a pour collègue la secrétaire d'État Geneviève Darrieussecq. Jusqu’à la fin mai, elle se tient en retrait de la scène publique, contrairement à ses rivales Anne Hidalgo (PS) et Rachida Dati (LR),.

#### Second tour
Critiquée pour son action au ministère de la Santé et au sein de son parti (pour avoir déclaré qu’elle avait informé l’exécutif de la gravité de l’épidémie dès janvier et que la tenue du premier tour était une « mascarade »), Agnès Buzyn hésite longtemps à maintenir sa candidature ; l’hypothèse de son remplacement par Stanislas Guerini, délégué général de LREM, est alors largement évoquée,,. Finalement, le 26 mai, elle confirme son maintien comme tête de liste en vue du second tour, prévu le 28 juin suivant. Décrite comme fragilisée par les médias, elle repart alors en campagne, sous protection policière,.
Le 28 juin 2020, elle arrive en troisième position avec 13,04 % au niveau de Paris. Dans le 17e arrondissement, où elle est tête de liste, elle recueille 13,02 % des voix, ce qui ne lui permet pas d'obtenir un siège au Conseil de Paris. Elle est élue au conseil d'arrondissement dans l'opposition, dont elle démissionne le 5 janvier 2021, au lendemain de sa nomination à l'OMS (voir infra), laissant sa place à Bertrand Lavaud.

### Organisation mondiale de la santé
Le 4 janvier 2021, Agnès Buzyn est nommée envoyée du directeur général pour les affaires multilatérales à l'Organisation mondiale de la santé (OMS), à Genève,, et le 16 août 2021 Directrice exécutive de l'Académie de l'Organisation mondiale de la santé.
Le 29 juillet 2022, elle est nommée en Conseil des ministres conseillère maître en service extraordinaire à la Cour des comptes, à compter du 1er septembre 2022.

## Prises de position
En tant que présidente de l'Institut national du cancer, elle soutient en 2015 le projet de loi concernant le droit à l'oubli pour les anciens malades du cancer. Ce droit entre en vigueur le 14 février 2017, permettant aux personnes ayant été atteintes de cancers et de l’hépatite C de ne plus le mentionner lors d’une demande d’assurance emprunteur.
En juin 2015, engagée dans la lutte contre le tabagisme et l’alcoolisme, elle dénonce l’action des groupes de pression lors du vote des amendements remettant en cause la loi Évin. Dans un entretien au journal La Croix, elle se dit « profondément atterrée par cette initiative de certains parlementaires qui obéissent à des lobbys très puissants et très bien installés en France, ceux des producteurs de vin ».
Elle critique en juillet 2016 les pratiques de certains laboratoires qui aboutissent à une augmentation excessive des prix des nouveaux médicaments anti-cancéreux. Elle se dit favorable à une modularité des prix en fonction de l'indication.
En juillet 2017, Agnès Buzyn a un entretien téléphonique avec l'écrivaine Anne Bert qui consacre les derniers mois de sa vie à sa bataille pour que soit votée une loi sur l'euthanasie et l'aide à mourir car elle est atteinte de la maladie de Charcot. Anne Bert a déclaré publiquement qu'elle partira en Belgique vers la fin de l'été 2017 pour obtenir l'aide qu'on lui refuse en France, faute de loi l'autorisant. Cet entretien a fait l'objet d'une longue interview sur France 3 dans laquelle Anne Bert raconte qu'Agnès Buzyn a fait machine arrière sur la déclaration qu'elle avait faite à l'occasion d'un colloque organisé par le Grand Orient de France en 2015. Elle disait alors être favorable à une aide à mourir du type de ce qui existe en Belgique. À Anne Bert, elle a dit que la loi Claeys-Leonetti était suffisante et qu'il fallait surtout la faire connaître aux Français.
En 2025, elle lance le Think tank « Institut Évidences » pour faire face aux attaques des populistes contre la science, alors que ceux-là mêmes qui prônent une liberté d'expression sans limite de vérification, bannissent certains termes du champ de la recherche.

## Controverses et polémiques

### Question des liens ou conflits d’intérêts
En janvier 2016, Agnès Buzyn estime devant la commission des affaires sociales du Sénat que l’obligation de déclarer publiquement tout conflit d'intérêts avec l'industrie pharmaceutique instaurée en 2011 par la loi Bertrand afin de renforcer l’indépendance de l’expertise sanitaire publique serait devenue trop « handicapante » pour certains chercheurs qui « ne le supportent plus et refusent de venir aux expertises de l'INCA ». Selon elle, « vouloir des experts sans aucun lien avec l’industrie pharmaceutique pose la question de la compétence des experts ». Irène Frachon, médecin à l'origine de la révélation du scandale du Mediator qui a conduit à la loi Bertrand, rétorque alors que ces « liens d'intérêts » peuvent conduire à ce que « des experts indiscutablement « compétents » [restent] solidaires d’un industriel lourdement criminel » et que la seule solution est de mieux rémunérer les chercheurs afin d'éviter leur « captation par l'industrie ».
Son mari, Yves Lévy, est nommé en 2014 directeur général de l'Inserm. En octobre 2017, alors qu’elle avait promis de se déporter de tout dossier concernant cet institut, Agnès Buzyn décide, avec Frédérique Vidal, de geler un appel à projets visant à créer de nouveaux instituts hospitalo-universitaires (IHU). Cette mesure est conforme à une demande de son mari dans le cadre d’« une lutte d’influence à laquelle l’Inserm est partie prenante » indique Marianne, tandis que Didier Raoult précise que celui-ci souhaite diriger les IHU « depuis Paris ».
La perspective d’un renouvellement du mandat de son mari en 2018 provoque dans les médias des accusations de conflits d'intérêts, compte tenu du poste d'Agnès Buzyn comme ministre de la Santé,. Face à l'écho donné par les médias, Yves Lévy annonce le 30 juillet 2018 sa décision de retirer sa candidature à un second mandat. Deux mois plus tard, il est nommé conseiller d'État en service extraordinaire, sur proposition de Nicole Belloubet, ministre de la Justice ; il ne perçoit aucune rémunération puisqu'il reste rémunéré par son administration d'origine et continue d'exercer en parallèle son activité professionnelle de médecin et d'enseignant. À ce poste, Yves Lévy est invité à conseiller juridiquement le gouvernement,.

### Lien entre chlordécone et cancer de la prostate
En Martinique, l'étude Madiprostate lancée en 2013 sur le même modèle que l'étude « Karuprostate » vise à mener une recherche statistique d’un lien entre chlordécone et cancer de la prostate dans la population martiniquaise afin de confirmer les résultats de Karuprostate. Mais le retrait, en 2014, des financements par l'INCA, alors dirigé par Agnès Buzyn, enterre le projet sans qu’aucune justification ne soit fournie. En 2021, deux plaintes pour faux témoignage sont intentées dont une en avril 2021 par l'Association médicale de sauvegarde de l'environnement et de la santé (Amses), cette plainte était dirigée contre cinq anciens ministres de la Santé (Xavier Bertrand, Marisol Touraine) et de l'Agriculture (Dominique Bussereau, Louis Mermaz et Jean-Pierre Soisson), dont l'association estimait « qu'ils avaient contribué dans l'exercice de leur fonction à la contamination des terres et de la population » soit en ayant prolongé l'autorisation du pesticide jusqu'en 1993, malgré sa toxicité établie, soit en ayant toléré des seuils de résidus trop élevés dans l'alimentation et l'autre en juin 2021 par le syndicat l'Union générale des travailleurs de Guadeloupe, via l'Association guadeloupéenne d'action contre le chlordécone (Agac), qui estimait que les ministres avaient menti sous serment pour disculper l'État devant la commission d'enquête parlementaire sur le chlordécone qui avait remis ses travaux en décembre 2019. Cette action judiciaire avait été lancée après la menace d'un possible non-lieu après la plainte pour empoisonnement, déposée en 2006, par plusieurs associations martiniquaises et guadeloupéennes, devant la Cour de justice de la République (CJR) contre Agnès Buzyn, Didier Guillaume, ex-ministre de l'Agriculture, Jérôme Salomon directeur général de la Santé et Bruno Ferreira, directeur général de l'alimentation. Le 22 décembre 2021 un décret publié au Journal officiel indique que le cancer de la prostate lié à l'exposition au chlordécone est reconnu comme maladie professionnelle. Les plaintes déposées par deux associations contre d'anciens ministres sont déclarées irrecevables par la CJR pour défaut d'intérêt à agir, a indiqué, le 8 février 2022, le parquet général près la Cour de cassation,.

### Gestion de la pandémie de Covid-19
Le 24 janvier 2020, trois premiers cas de Covid-19 sont enregistrés en France. Agnès Buzyn, alors ministre des Solidarités et de la Santé, déclare à propos de la Covid-19 que « le risque d'importation [du virus] depuis Wuhan est pratiquement nul » et que « le risque de propagation est très faible » ; ces propos font polémique quelques semaines plus tard, lorsque le virus circule de plus en plus activement dans le pays. Le 16 février 2020, elle démissionne du ministère de la Santé pour se présenter aux élections municipales de 2020 à Paris. Lorsqu’elle démissionne en pleine pandémie de Covid-19, l'opposition et des professionnels de santé dénoncent un « abandon de poste ».
Par ailleurs, durant la campagne municipale pour l'élection à la mairie de Paris, elle déclare que « les agents de la mairie de Paris ne sont pas formés ni préparés » à l'arrivée du coronavirus, invoquant la responsabilité d'Anne Hidalgo, avec qui elle précise n'avoir eu « aucun contact » dans ce cadre en tant que ministre, ce que la maire sortante dément en publiant des courriers envoyés par Agnès Buzyn alors qu’elle était encore ministre de la Santé et dans lesquels cette dernière remercie la maire de Paris pour sa mobilisation.
Le 17 mars 2020, deux jours après le premier tour des élections municipales, Agnès Buzyn affirme au Monde avoir alerté l'exécutif de la gravité de la pandémie de Covid-19 dès le 11 janvier 2020 mais avoir malgré tout fait le choix de se porter candidate à la mairie de Paris par fidélité politique au mouvement LREM. Elle affirme dans cette interview que « Quand j'ai quitté le ministère, je pleurais parce que je savais que la vague du tsunami était devant nous ». Elle dit avoir plaidé pour un report du scrutin des élections auprès d'Emmanuel Macron. Elle estime que le scrutin n’aurait pas dû être tenu, le qualifiant de « mascarade ». Ses déclarations suscitent les critiques de la classe politique, qui se demande pourquoi ni elle ni le reste de l’exécutif n’ont tiré de conséquences du risque d’épidémie porté à leur connaissance,.
Auditionnée le 30 juin 2020 par la commission d'enquête parlementaire sur la gestion de la pandémie, Agnès Buzyn défend les mesures qu’elle a prises à son ministère. Les députés se montrent souvent sceptiques devant ses réponses. Une opération de perquisition est menée à son domicile dans le cadre d'une information judiciaire ouverte par la Cour de justice de la République (CJR), seule habilitée à juger les membres du gouvernement dans l’exercice de leur fonction, en octobre 2020,. Au total, sur les 14 500 plaintes liées à la gestion de la crise, la CJR en juge seize recevables,.
Le 10 septembre 2021, Agnès Buzyn est convoquée par la CJR, après avoir refusé de se rendre à une première convocation de la CJR en juillet. Elle est mise en examen pour mise en danger de la vie d’autrui et placée sous le statut de témoin assisté pour les faits d’abstention de combattre un sinistre ce même jour,.
Le 31 décembre 2021, elle est nommée au grade de chevalier dans l'ordre national de la Légion d'honneur aux côtés d'autres professionnels de la santé impliqués dans la lutte contre la pandémie de Covid-19. Cette décoration est critiquée par plusieurs personnalités politiques de différents bords, au vu de la procédure judiciaire engagée contre elle à ce sujet,.
Le 20 janvier 2023, la Cour de cassation annule sa mise en examen pour mise en danger de la vie d’autrui en annonçant dans un communiqué de presse « qu'aucun des textes auxquels s'est référée la commission d'instruction de la CJR ne prévoit d'obligation particulière de prudence ou de sécurité ». Buzyn passe sous le statut de témoin assisté, et ne peut plus être renvoyée devant la CJR pour y être jugée,,.
Le 27 septembre 2023, Agnès Buzyn publie aux éditions Flammarion son Journal - janvier-juin 2020 - récit, dans lequel « elle livre sa version de l’histoire en s’appuyant notamment sur ses SMS, échanges de courriels et historique de ses appels avec le couple exécutif » selon la journaliste Esther Serrajordia. Pour le site AsPros-Santé, elle « dévoile les coulisses de la crise du Covid-19 dans un livre-choc ».

## Résultats aux élections municipales
Les résultats ci-dessous concernent uniquement les élections où elle est tête de liste.
| Année | Parti | Parti | Commune | 1er tour | 1er tour | 1er tour | 2d tour | 2d tour | 2d tour | Sièges obtenus | Sièges obtenus |
| Année | Parti | Parti | Commune | Voix     | %        | Rang     | Voix    | %       | Rang    | CP             | CM             |
| ----- | ----- | ----- | ------- | -------- | -------- | -------- | ------- | ------- | ------- | -------------- | -------------- |
| 2020  |       | LREM  | Paris   | 99 767   | 18,04    | 3e       | 60 470  | 13,04   | 3e      | 6 / 163        | 1 / 60         |

## Décorations
Le 13 novembre 2009, Agnès Buzyn est nommée au grade de chevalier dans l'ordre national du Mérite au titre de « professeure des universités-praticienne hospitalière, présidente d'un organisme de recherche ; 23 ans de services civils ».
Le 31 décembre 2021, elle est nommée au grade de chevalier dans l'ordre national de la Légion d'honneur au titre de « ancienne ministre, directrice au sein d'une agence spécialisée de l'Organisation des Nations-Unies pour la santé publique ; 35 ans de services ».

## Pour approfondir